# Virgen y Romería de Bótoa
La Virgen de Bótoa es una advocación mariana cuyos orígenes se remontan al siglo XIV, en el paraje denominado desde antiguo por Budua o Botoba, actual Bótoa (de ahí su popular nombre), dentro del término municipal de Badajoz, y a pocos kilómetros de la casco urbano de la ciudad, de la que es considerada copatrona, junto con la Virgen de la Soledad.
El primer domingo de mayo se celebra una multitudinaria romería en su ermita. Se trata de una romería internacional, ya que la imagen es venerada por peregrinos tanto portugueses como españoles.
Se declaró Fiesta de Interés Turístico en el año 1965.

## Historia de la imagen
Anterior a la actual imagen ya existía otra escultura de la Virgen de Bótoa colocada en una ermita también anterior, de finales del siglo XIV o principios del siglo XV, que probablemente sería una talla gótica. La primera imagen era de plata y fue encontrada por unos pastores portugueses en el tronco de una encina. Las profanaciones de aquellos tiempos hicieron que esta imagen se escondiera dentro de otra. Pero al parecer fue profanada y la imagen desapareció definitivamente.
La imagen actual es una talla barroca realizada en 1713, con influencias de la escuela sevillana, obra de Miguel Sánchez Taramas, natural de la localidad pacense de San Vicente de Alcántara. Hasta 2012 no se ha conocido su autor. El minucioso trabajo de restauración llevado a cabo en los talleres de Isaac Navarrete, pacense afincado en Jerez de la Frontera, ha sacado a la luz un documento indicando su autoría:

En el año de 1713 por septiembre me hizo Miguel Sánchez Taramas, rueguen a Dios por las ánimas y por la suya; es Nuestra Señora de la Encarnación de Botoba.

La devoción a esta Virgen siempre ha estado ligada a las irregularidades agrícolas como la sequía, el exceso de lluvias, o los problemas ganaderos como las pestes o las plagas de langostas. Esto tiene mucho que ver a la hora de analizar su vestimenta. Luce una pamela de paja, como la que podrían llevar las campesinas cuando salían a espigar, con amapolas y margaritas, y en sus manos un manojo de espigas y amapolas además de un rosario. Este ramo de flores y el rosario son subastados cada año en la romería. Todos estos son símbolos del campo que en muchas ocasiones los fieles ofrecen a la imagen el primer domingo de mayo.
Es preciso apuntar que es denominada La Reina de los campos de Badajoz, lo que da bastante sentido a la simbología que utiliza y a su importancia y popularidad en los pueblos de los alrededores. Es, además, copatrona de Badajoz; así la nombraron junto con la Virgen de la Soledad al recurrir a ella por una serie de problemas que sufrió la ciudad de Puertas de Palmas y desde 1992 es, además, protectora de la Brigada de Infantería Mecanizada XI. Por ese motivo la Base General Menacho fue traslada a los campos de Bótoa.
Cuenta con una altura de 150 centímetros y tiene ojos de cristal, castaños, propios de su época y el pelo largo de color moreno que cae sobre sus hombros en forma de tirabuzones. Cuenta con una corona de plata dorada que luce en su camarín, y que cambia por una pamela adornada con flores durante la romería en su honor. Están talladas solamente la cara y las manos; por ello, su cuerpo es una estructura para vestir. La Virgen va vestida con un traje bordado en hilo de oro y posee además tres mantos que también están bordados. Uno de ellos de color rojo, otro azul, y un tercero blanco, que habitualmente luce en su romería. Tiene sus andas y se exhibe en el centro del retablo como única imagen del mueble.

## Romería

### Fundación de la Cofradía
La devoción a la Virgen de Bótoa comenzó en el siglo XVI. La cofradía pudo fundarse entre 1344 y 1578 aunque hay fuentes que aseguran que la Hermandad y Cofradía de Nuestra Señora de Bótoa o de "Botova" se fundó en 1567, donde tuvieron mucha influencia en la fundación los Franciscanos de la provincia de San Miguel.
En 1751 se fijaría la fecha en la que se celebraría la fiesta en honor a la Virgen de Bótoa. Así se llevó a cabo hasta 1958. Hasta entonces era tradicional celebrarla el domingo siguiente al Domingo de Pascua de Resurrección. En 1860 se nombra la primera junta directiva que se ocupará de las distintas actividades de la hermandad y estará compuesta por el capellán, el hermano mayor, el mayordomo, el secretario, el tesorero, los vocales, las damas camareras, las hermanas lavanderas -que a partir de 1950 irán vestidas iguales, con bata negra, delantal y pañuelo azul marino, medias y zapatillas negras-, el santero o ermitaño, el muñidor y los hermanos cofrades. Es a partir de 1958 cuando la romería se celebra el primer domingo de mayo, todo ello para evitar el tiempo lluvioso del mes de abril.

### Primeras referencias de la romería
En el siglo XVIII ya se reflejaba la existencia de una romería en honor a la Virgen de Bótoa, como en algunos textos se refieren:

Alegre y bulliciosa pero sin alborotos ni notas mal sonantes.

Desde entonces ya era habitual que la Virgen fuese trasladada a Badajoz en rogativas, recibiéndola el obispo de la diócesis y la ciudad al completo. La última vez que visitó Badajoz fue en junio de 2004.

### El incremento de la romería
En 1922 se utiliza por primera vez el término romería. Era tradición que a muy tempranas horas de la madrugada del domingo, desde el lugar más emblemático de Badajoz, Puerta de Palmas, comenzaran a salir familias y grupos de amigos ataviados con los trajes típicos en carros y carrozas engalanados para dirigirse hasta la ermita y reunirse en torno a la Divina Pastora.
En 1940 se organiza por primera vez un concurso instalando una tribuna junto a la ermita, con un jurado, concediéndose tres premios para los carros, las carrozas y parejas a caballo con premios en valor de 100, 75 y 25 pesetas. Fue poco después cuando la romería fue declarada de interés turístico por el entonces ministro de turismo, Manuel Fraga Iribarne. En 1993 se haría la primera salida oficial desde Puerta de Palmas. El hermano mayor, acompañado por Don Domingo Caballero Luque, hizo entrega del estandarte de la Virgen a Don Juan Antonio Jiménez Lobato y se inició la peregrinación hacia la ermita. Los actos más destacados serán las ofrendas florales, las misas, concursos de gastronomía típica extremeña o los concursos de carrozas.

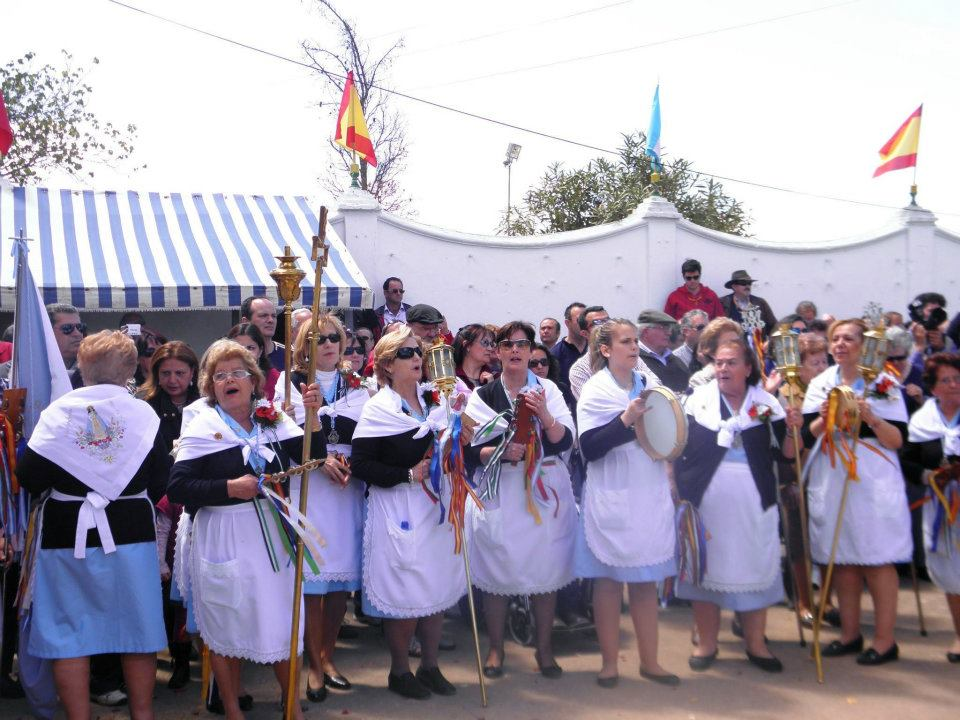
Lavanderas de la Virgen de Bótoa.

### Actualidad
La tradicional festividad de la romería de Bótoa se está viendo recuperada e incrementada gracias a la masiva participación popular de los pueblos vecinos como Valdebótoa o Gévora y a los grupos que ataviados con trajes típicos y acompañados de sus carrozas de papel entonan canciones a la Reina de los Campos. La gente pasa los días en el campo, entre encinas, haciendo honor a su Señora. Caballos, carrozas, churrascos, botas de vino y medallas sirven pasa revivir una de las romerías más populares de Extremadura, tradición ya tricentenaria.

## Ermita de Bótoa

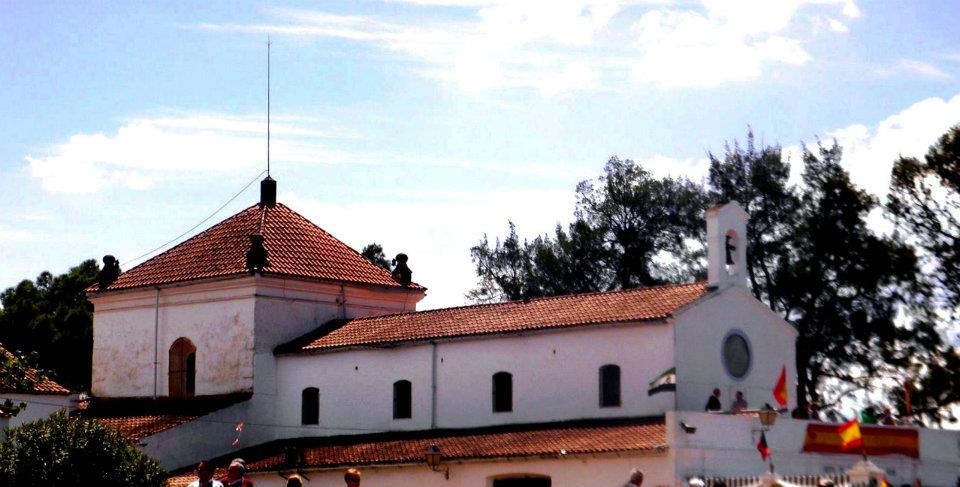
Ermita de Bótoa (Badajoz, España).

La ermita está situada a 17 km de Badajoz, y a pesar de que la primera construcción dataría del siglo XIV o XV, puede que fuese anterior. La actual es fruto de la remodelación llevada a cabo en el siglo XIX por el arquitecto municipal Tomás Brioso Mapellí.
La ermita es de planta rectangular con coro alto y bóveda de cañón. El presbiterio tiene una cúpula con pinturas, murales y el magnífico retablo es característico portugués con estilo del siglo XVIII. Su carácter rococó se caracteriza por sus formas curvilíneas y columnas con capiteles corintios. En el centro se encuentra la hornacina que contiene la imagen de la Virgen.